# Лісові пожежі в Херсонській області (2007)
Лісові пожежі 2007 року в Херсонській області тривали з 19 по 30 серпня в Голопристанському та Олешківському районах. Вогонь охопив територію, за різними даними, від 7,356 км2 до 8,75 км2, що є найбільшою відомою пожежею в регіоні. Подія мала значний резонанс у ЗМІ та серед політиків, зокрема регіон відвідав президент Віктор Ющенко.
Перші відомості про пожежу з'явилися в селі Малі Копані. На гасіння пожежі було задіяно підрозділи МНС України, Державного комітету лісового господарства, а також інших міністерств і відомств. Загальна чисельність сил та засобів, що залучалися до ліквідації наслідків надзвичайної ситуації – 1341 осіб особового складу, 110 одиниць пожежної та 74 – спеціальної техніки.
Причиною пожежі став людський фактор, при чому, за офіційною версією МВС, пожежу спричинив один із місцевих мешкаців, що під час випасу худоби розвів багаття, яке перекинулося на ліс. Натомість деякі журналісти та екологи вказували на те, що пожежа почалася одночасно в різних місцях. Вони наводили інфомацію від свідків пожежі, за якою в Олешківському районі при ліквідації однієї з пожеж, на верхівках сосен зауважили згорілі пластикові пляшки із запальною сумішшю, а в Голопристанському районі розбиті обгорілі скляні пляшки знаходили прямо під соснами.